# Agorà Estate
Agorà Estate è un programma televisivo italiano di approfondimento politico e sul territorio condotto da Giulia Di Stefano con Marco Carrara, in onda nel periodo estivo su Rai 3 dal 1º luglio 2013, dal lunedì al venerdì, dalle 8 alle 10:10 del mattino.

## Il programma
Nell'estate 2013 debutta lo spin-off Agorà Estate, un programma che prende il posto di Cominciamo bene e voluto dal direttore di Rai 3 Andrea Vianello per non interrompere con una pausa estiva l'approfondimento e la discussione dei fatti politici ed economici.
La trasmissione ha l'obiettivo di raccontare l'Italia attraverso la lente della politica, combattendo l'uso del politichese e creando un ponte logico tra l'astrattezza della politica parlata e i problemi reali della vita di tutti i giorni dei cittadini.

## Edizioni
| Edizione | Periodo        | Periodo           | Conduzione                          | Conduzione                          |
| Edizione | Inizio         | Fine              | Conduzione                          | Conduzione                          |
| -------- | -------------- | ----------------- | ----------------------------------- | ----------------------------------- |
| 1ª       | 1º luglio 2013 | 20 settembre 2013 | Giovanni Anversa                    | Serena Bortone                      |
| 2ª       | 30 giugno 2014 | 19 settembre 2014 | Serena Bortone                      | Serena Bortone                      |
| 3ª       | 18 giugno 2015 | 11 settembre 2015 | Serena Bortone                      | Serena Bortone                      |
| 4ª       | 26 giugno 2016 | 9 settembre 2016  | Serena Bortone                      | Serena Bortone                      |
| 5ª       | 3 luglio 2017  | 11 agosto 2017    | Serena Bortone                      | Serena Bortone                      |
| 6ª       | 25 giugno 2018 | 7 settembre 2018  | Monica Giandotti                    | Monica Giandotti                    |
| 7ª       | 1º luglio 2019 | 6 settembre 2019  | Monica Giandotti                    | Monica Giandotti                    |
| 8ª       | 29 giugno 2020 | 4 settembre 2020  | Roberto Vicaretti                   | Roberto Vicaretti                   |
| 9ª       | 28 giugno 2021 | 3 settembre 2021  | Roberto Vicaretti                   | Roberto Vicaretti                   |
| 10ª      | 6 giugno 2022  | 9 settembre 2022  | Giorgia Rombolà                     | Giorgia Rombolà                     |
| 11ª      | 1º luglio 2023 | 8 settembre 2023  | Lorenzo Lo Basso                    | Lorenzo Lo Basso                    |
| 12ª      | 17 giugno 2024 | 6 settembre 2024  | Maria Soave                         | Maria Soave                         |
| 13ª      | 16 giugno 2025 | in corso          | Giulia Di Stefano con Marco Carrara | Giulia Di Stefano con Marco Carrara |

## Il moviolone
La rubrica del "Moviolone" è originariamente animata da Antonio Sofi che ripropone al pubblico, in maniera analitica, brani di cronaca politica e repertori filmati correlati alla vita politica. Molto spesso il "Moviolone" si inserisce nel talk, a scandirne il ritmo e a cambiare argomento e tema di discussione.
Tutti i responsabili del Moviolone:
- Pablo Rojas (2013-2014)
- Rosa Melucci (2015)
- Vito Foderà (2016)
- Gianluca Santoro (2016-2017)
- Enzo Miglino (2018)
- Marco Carrara e Pablo Rojas (2019)
- Marco Carrara e Sara Mariani (2020)
- Sara Mariani (2021-2023)[9]
- Francesca Martelli (2023)
- Tommaso Giuntella (2024)[7]
- Marco Carrara (2025)

## La postazione social e breaking news
La postazione social e breaking news è una finestra di aggiornamento live sui fatti che accadono durante la messa in onda del programma inaugurata nel 2013.
Tutti i responsabili della postazione social e breaking news:
- Nathania Zevi (2014)
- Max Brod (2015)
- Irene Benassi (2017)
- Marco Carrara (2018)

## L'albero dei cittadini
L'Albero dei cittadini era una struttura scenografica, presente fino alla stagione 2014/2015, a forma di albero con sei schermi, al centro dello studio, che rimandava volti e voci di altrettanti cittadini comuni (che si alternavano nel corso delle puntate) collegati da casa loro via webcam. I cittadini interloquivano con gli ospiti, portando la concretezza dei problemi di ogni giorno all'interno dei discorsi e dei dibattiti dei politici, costruendo una sorta di termometro in tempo reale della comprensibilità e dell'efficacia delle argomentazioni proposte.